# Acrojana scutaea
Acrojana scutaea là một loài bướm đêm thuộc họ Eupterotidae. Loài này được Strand mô tả năm 1909. Loài này có ở Cameroon và Kenya.